# Нехамес, Анна Игоревна
Анна Игоревна Нехамес (род. 1995) — российская оперная певица-сопрано, сделавшая международную карьеру. С 2022 года она работает в Франкфуртской опере, где исполнила колоратурные партии Царицы ночи в «Волшебной флейте» Моцарта и исключительно сложную двойную партию Венеры и Вождя Гепопо в «Великом Мертвиархе» Лигети.

## Ранние годы и образование
Нехамес родилась в России в 1995 году. В детстве она выступала в детском хоре Большого театра в Москве с 2004 года. Сначала она изучала вокал в Москве, начав в 2010 году в колледже Галины Вишневской, а затем в течение четырех лет в Государственном музыкальном училище имени Гнесиных. В 2018 году она начала дальнейшее обучение в Венского университета музыки и исполнительского искусства. Она добилась наград на конкурсах в России и Италии; в 2019 году она выиграла первую премию XI Международного конкурса Хильды Цадек в Вене. В 2021 году она победила на III Международном конкурсе имени Гайдна.

## Карьера
Нехамес присоединилась к студии Венской государственной оперы в 2020 году, исполнив такие партии, как Мюзетта в «Богеме» Пуччини, Мадам Герц в "Директоре театра " Моцарта и Олимпия в «Сказках Гофмана» Оффенбаха.
5 марта 2022 года она исполнила в Венской государственной опере мировую премьеру трех песен из вокального цикла Андри Жоэля Харисона «Мудыре слова любовника» в сопровождении композитора в Малеровском зале.
С сезона 2022/23 Нехамес является участницей труппы Франкфуртской оперы. Ее первой ролью в театре стала Царица ночи в «Волшебной флейте» Моцарта. В ноябре 2023 года она появилась в «чрезвычайно сложной»двойной роли Венеры и Гепопо в «Великом Мертвиархе Лигети» под управлением Томаса Гуггайса.

## Критика
Один рецензент описал ее «колоратурную акробатику» как почти невероятную, в то время как другой написал: «Анна Нехамес в двойной роли, кажется, почти выходит за рамки вокальных возможностей». Критик из издания «Musik Heute» назвал ее одной из «самых захватывающих певиц» представлений, отметив, что она нарушила все ограничения. Она появилась в роли Фавна в раннем произведении Моцарта «Асканио в Альбе» в Боккенхаймерском депо в декабре 2023 года.